# Cirrodiana bella
Cirrodiana bella är en fjärilsart som beskrevs av George Thomas Bethune-Baker 1911. Cirrodiana bella ingår i släktet Cirrodiana och familjen nattflyn. Inga underarter finns listade i Catalogue of Life.